# King of Suede
King of Suede è un singolo del cantante statunitense "Weird Al" Yankovic estratto dall'album "Weird Al" Yankovic in 3-D ed è la parodia della canzone King of Pain dei The Police.

## Significato
La canzone parla di un venditore di abiti in pelle che si autodefinisce "Il re degli abiti in pelle scamosciata".

## Tracce
1. King of Suede – 4:12
2. Nature Trail to Hell – 5:50

## Il video
Non è mai stato fatto nessun video per questa canzone.

## Classifiche
| Classifica (1984)      | Posizione massima |
| ---------------------- | ----------------- |
| U.S. Billboard Hot 100 | 62                |